# Spinosaurus aegyptiacus
Spinosaurus aegyptiacus (Stromer, 1915) è una specie estinta del genere Spinosaurus, nonché specie tipo. Questa specie visse a cavallo tra il Cretaceo inferiore e superiore, circa 109-97 milioni di anni fa, all'interno della Formazione Bahariya e del Kem Kem Beds, in Egitto, Algeria e Marocco. Il nome della specie, aegyptiacus, deriva dal luogo in cui sono stati scoperti i suoi primi fossili ossia l'Egitto, infatti il nome completo dell'animale significa "lucertola spinosa dell'Egitto". Questa specie è la più grande delle due presunte specie di Spinosaurus, oltre ad essere il più lungo teropode noto finora.

## Descrizione

Dimensioni di S. aegyptiacus a confronto con un uomo. Ogni segmento della griglia rappresenta un metro quadro.

Sin dalla sua scoperta, lo Spinosaurus è sempre stato contendente per il titolo di teropode più grande. Sia Friedrich von Huene nel 1926 e Donald F. Glut nel 1982 lo inclusero nei loro sondaggi dei teropodi specialmente enormi, entrambi ipotizzando che misurasse 15 metri di lunghezza e pesante sei tonnellate. Nel 1988, Gregory S. Paul concordò con una lunghezza di 15 metri, ma abbassò il peso a quattro tonnellate.
Il paleontologo italiano Dal Sasso et al. (2005), usando come modello i genere Suchomimus (animale che possiede le stesse proporzioni tra la lunghezza del cranio e la lunghezza del corpo) ha calcolato per Spinosaurus una lunghezza compresa tra i 16 e i 18 metri (tra i 52 e i 59 piedi), per un peso tra le 7 e le 9 tonnellate (6,9 a 8,9 tonnellate lunghe; 7,7 a 9,9 tonnellate corte). Tuttavia le stime di Dal Sasso et al. sono state criticate poiché le stime sulla lunghezza del cranio erano incerte, e (assumendo anche gli aumenti di massa corporea, come il cubo di lunghezza del corpo), il ridimensionamento di Suchomimus che era di 11 metri (36 piedi) di lunghezza e 3,8 tonnellate (4,2 tonnellate corte) di massa, producendo una massa corporea stimata tra le 11,7 e le 16,7 tonnellate (12,9 a 18,4 tonnellate corte).
I paleontologi François Therrien e Donald Henderson, in un articolo del 2007 utilizzando il ridimensionamento in base alla lunghezza del cranio, in discussione nelle precedenti stime sulle dimensioni di Spinosaurus, trovarono le stime eccessive per la lunghezza e riduttive per il peso. Sulla base di una lunghezza del cranio di 1,50 e/o 1,75 metri (4,9-5,7 piedi), le loro stime inclusero una lunghezza del corpo tra i 12,6 e i 14,3 metri (da 41 a 47 piedi) e una massa corporea tra le 12 e le 20,9 tonnellate (11,8 a 20,6 tonnellate lunghe; 13,2 a 23,0 tonnellate corte). Le loro stime stabilirono che lo Spinosaurus era un animale più corto e leggero di Carcharodontosaurus e Giganotosaurus. Tuttavia le stime di Therrien e Henderson furono aspramente criticate in quanto i due scienziati presero a modello i tirannosauridi, famiglia di dinosauri dalla corporatura diversa dai spinosauridi., oltre che per l'ipotesi secondo cui il cranio dell'animale era lungo solo 1,5 metri (4,9 ft). La lunghezza stimata attualmente è di circa 15,2 metri secondo le ricostruzioni di diversi paleontologi, solo il ritrovamento di esemplari più completi potranno stabilire con esattezza le dimensioni di Spinosaurus.

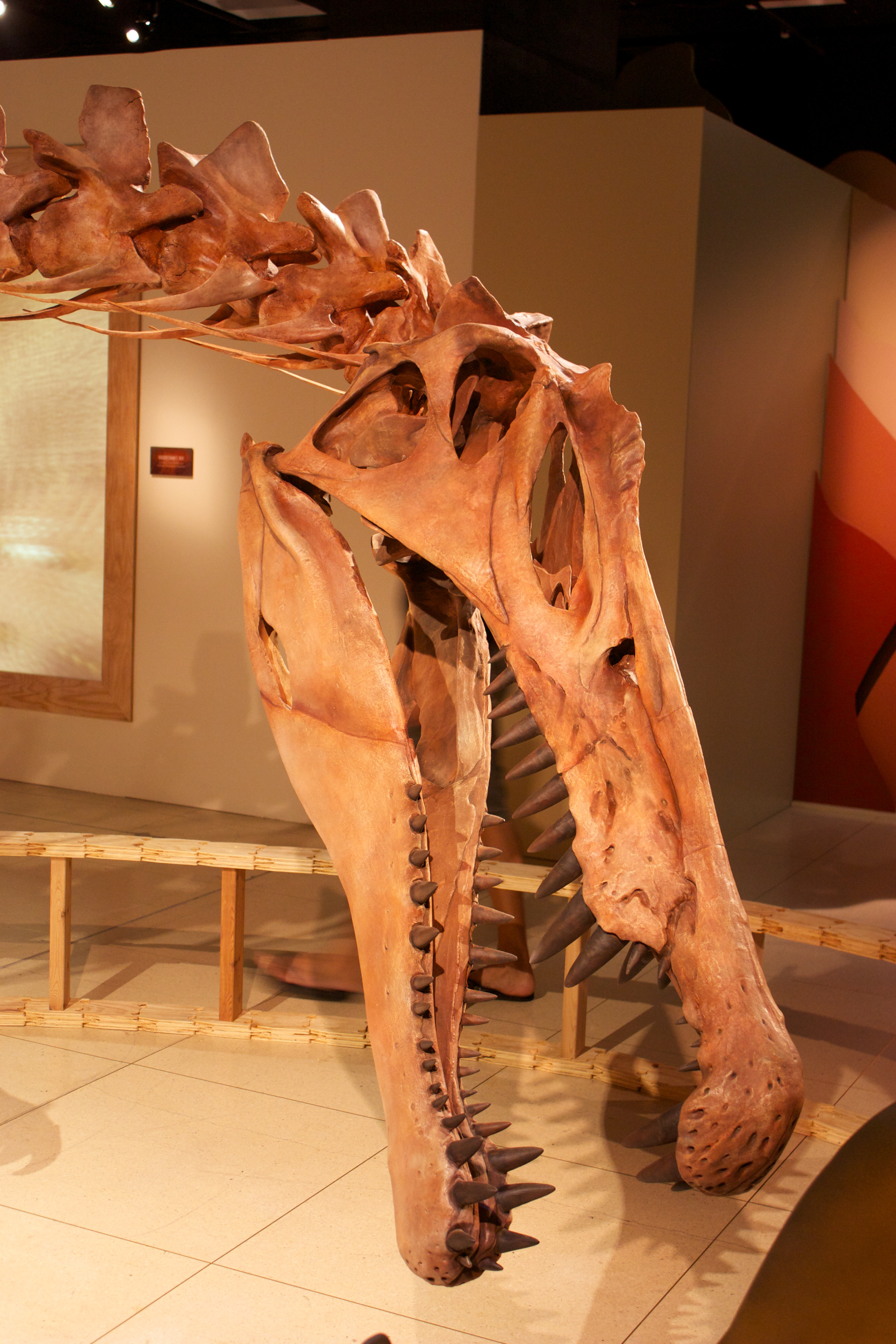
Cranio di S. aegyptiacus

Questo animale possedeva un cranio lungo ed affusolato, simile a quello osservabile negli attuali coccodrilli. In ambedue le mascelle trovava posto una fila di lunghi denti conici ed appuntiti, presenti in numero di 6-7 su ciascun lato del premascellare e altri 12 in ciascuna delle mascelle. Il secondo ed il terzo dente di ciascun lato appaiono di dimension maggiori rispetto agli altri del premascellare, creando uno spazio nel quale trovavano posto i grossi denti della mandibola. Fra gli occhi era presente una piccola cresta.

Utilizzando come termine di paragone tre esemplari noti come MSNM V4047, UCPC-2 e BSP 1912 VIII 19 ed ipotizzando che la forma e le proporzioni del postorbitale dello spinosauro fossero uguali a quelle riscontrabili in una specie simile come Irritator, la lunghezza del cranio di Spinosaurus aegyptiacus è stata stimata in 175 cm.

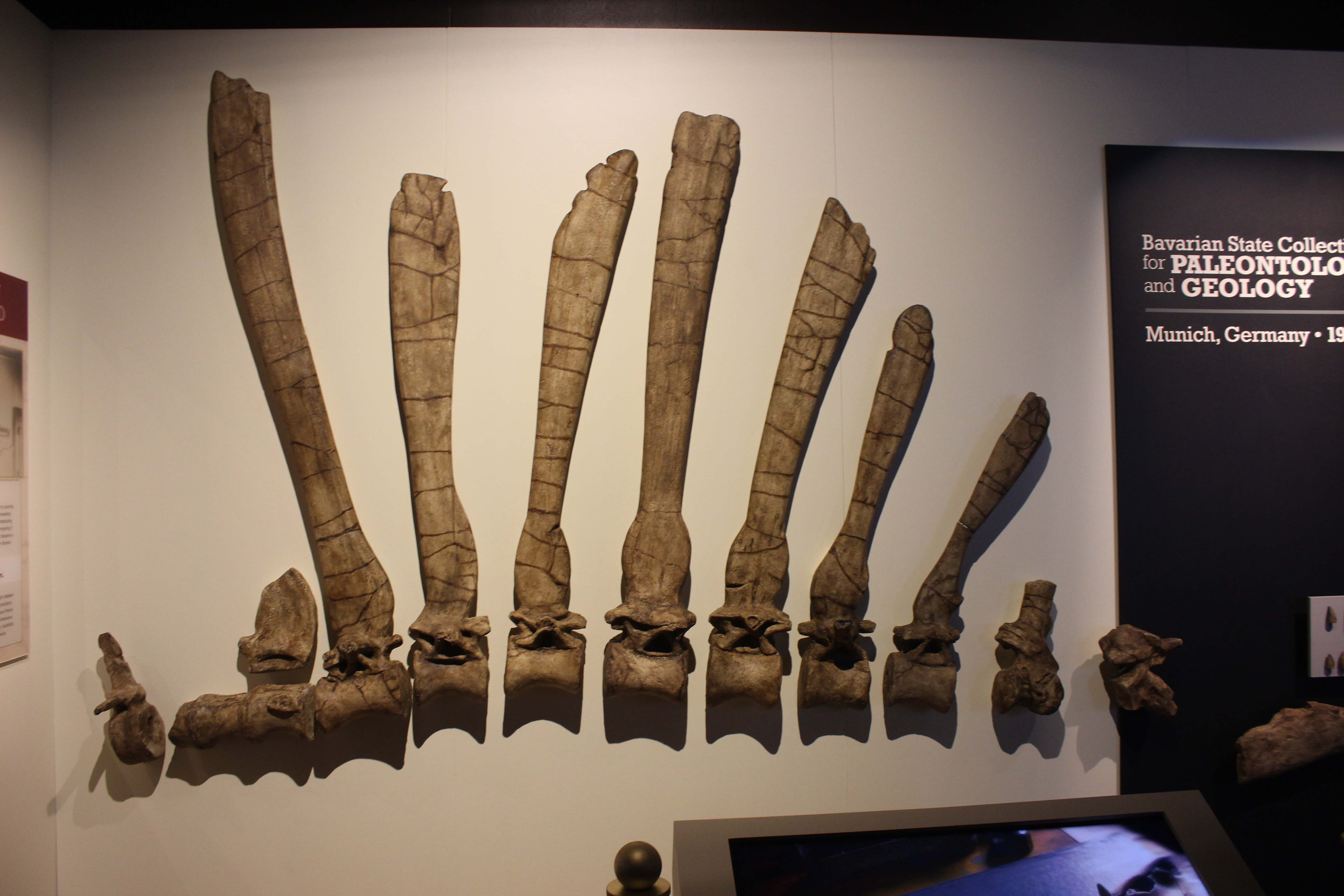
Ricostruzione dell'esemplare olotipico di Stormer, in evidenza le spine neurali

Altra caratteristica dello spinosauro, quella che gli ha dato il nome scientifico, è la presenza di processi spinosi molto accentuati sulle vertebre dorsali, che divenivano lunghe fino a 165 cm. Tali processi fecero immediatamente pensare alla presenza di una vela dorsale, dalla funzione di termoregolazione o d'interazione con altri esemplari: tuttavia apparendo piuttosto corti, spessi e perciò dissimili da quelli di altri animali preistorici muniti di vela dorsale, come Edaphosaurus, Dimetrodon, Amargasaurus ed Ouranosaurus, fu lo stesso Stromer già a partire dalla scoperta di questo animale si pensò che potessero servire piuttosto da supporto per una gibbosità dorsale, similmente a quanto osservabile nei resti fossili di animali come Megacerops e Bison.
Sebbene tradizionalmente considerato un animale bipede, fin dai primi anni settanta è stato preso in considerazione un quadrupedalismo almeno occasionale di questo animale, dovuto al peso della vela dorsale (che sarebbe stato ancora maggiore in caso di presenza di gobba adiposa): molti spinosauridi inoltre mostrano zampe anteriori abbastanza lunghe e robuste da permetterne un movimento quadrupede, tuttavia, come tutti i teropodi, non erano in grado di rotare abbastanza i polsi da permettere al palmo di toccare il suolo. Non è tuttavia da escludere che essi potessero rimanere a quattro zampe in posizione di riposo, appoggiandosi sul fianco della mano.

## Classificazione

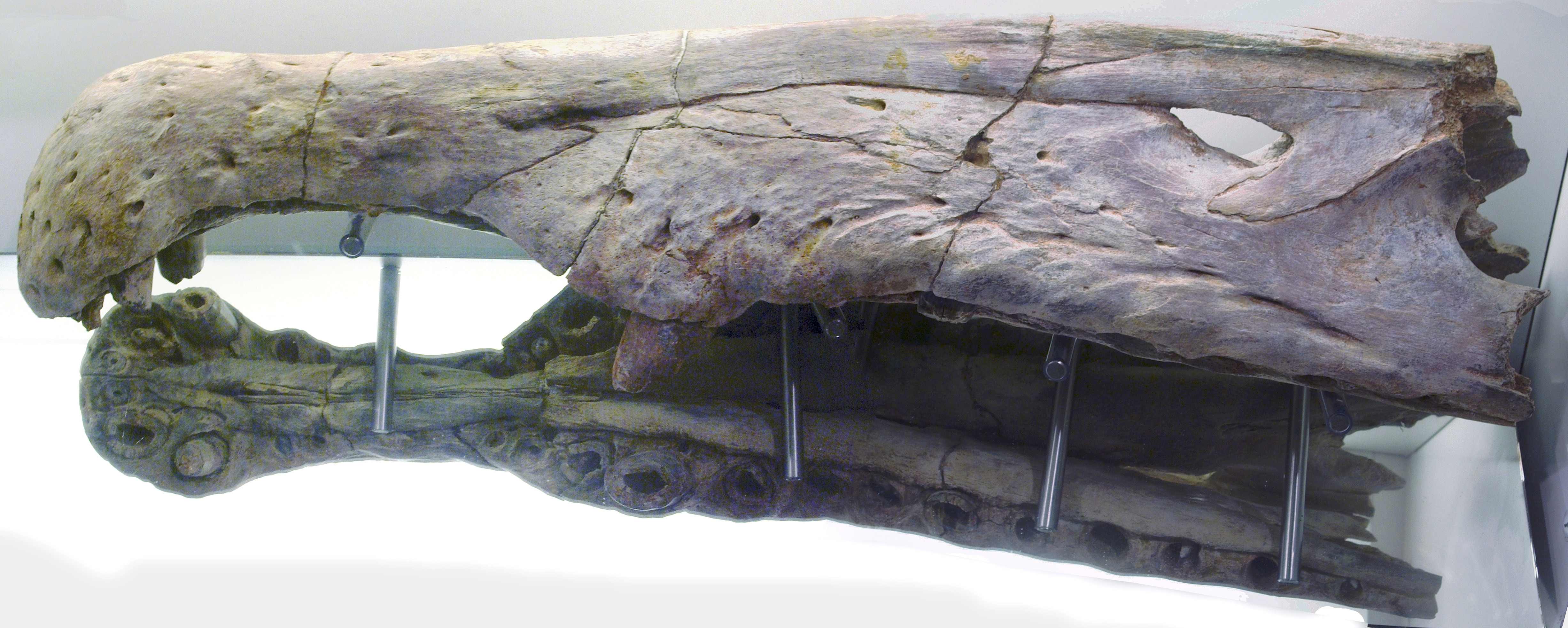
Campione MSNM V4047 di S. aegyptiacus, al Museo Civico di Storia Naturale di Milano

Lo Spinosaurus rappresenta il genere tipo della famiglia degli Spinosauridae, inoltre dà il nome all'intera famiglia a cui appartiene. I membri di questa famiglia, al contrario di teropodi come gli allosauridi e i tirannosauridi, presentano uno corporatura più leggera. Tutti gli appartenenti a questa famiglia inoltre presentano lunghi colli muscolosi, musi stretti e lunghi, denti conici e arti anteriori molto sviluppati. Gli spinosauridi prosperarono per tutto il Cretaceo inferiore e alcune specie tra cui Spinosaurus prosperarono anche per i primi del Cretaceo superiore in Africa, Europa, Sud America, Asia e Australia
Di seguito è riportato un cladogramma pubblicato nel 2012 da Allain et al., sulla famiglia degli spinosauridi.
|  | Irritator   |
|  |             |
|  | Spinosaurus |
|  |             |

|  | Ichthyovenator                                          |
|  |                                                         |
|  | \| \| Suchomimus \| \| \| \| \| \| Baryonyx \| \| \| \| |
|  |                                                         |
|  | Suchomimus                                              |
|  |                                                         |
|  | Baryonyx                                                |
|  |                                                         |

|  | Suchomimus |
|  |            |
|  | Baryonyx   |
|  |            |

|  | Irritator   |
|  |             |
|  | Spinosaurus |
|  |             |

|  | Ichthyovenator                                          |
|  |                                                         |
|  | \| \| Suchomimus \| \| \| \| \| \| Baryonyx \| \| \| \| |
|  |                                                         |
|  | Suchomimus                                              |
|  |                                                         |
|  | Baryonyx                                                |
|  |                                                         |

|  | Suchomimus |
|  |            |
|  | Baryonyx   |
|  |            |

## Paleobiologia

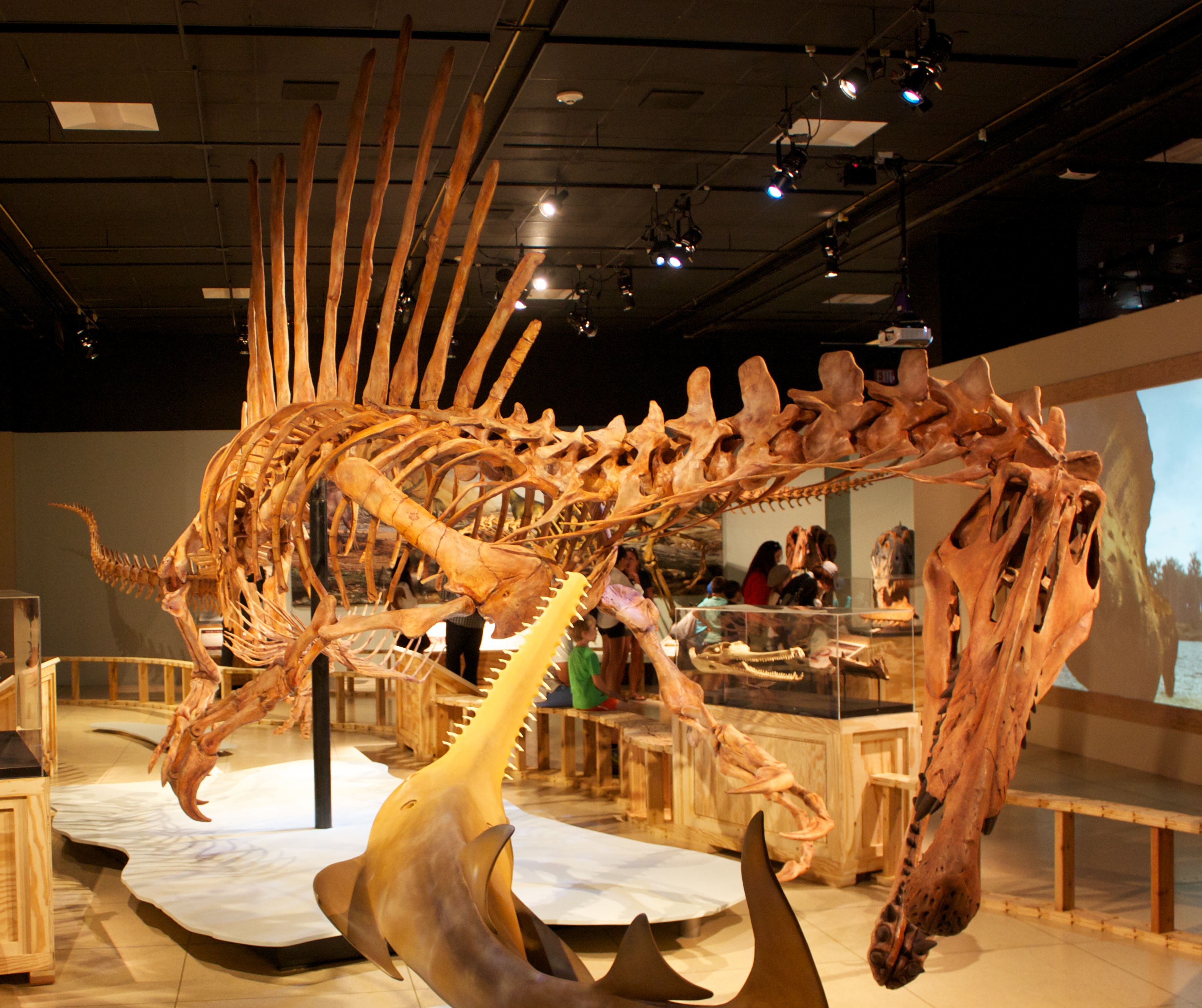
Ricostruzione dello scheletro di un esemplare nell' atto di afferrare un
Onchopristis.

Lo Spinosaurus abitava in gran parte dell'attuale Nordafrica, probabilmente eleggendo a propria dimora le aree paludose e i mangrovieti.
La vela sul dorso (se di vela si trattava) poteva servire per la termoregolazione o per l'interazione con altri animali della stessa specie, (ad esempio facendo apparire l'animale più grosso della realtà oppure intimidendo i rivali e attraendo il sesso opposto con colori vivaci) oppure ad entrambi gli scopi. La termoregolazione sarebbe tornata molto utile ad animali solo parzialmente endotermi che vivessero in aree dal clima difficile (sbalzi termici, notti fredde) come doveva esserlo il Nordafrica cretacico, già ai tempi sito ai confini di un deserto.
Per molto tempo non fu chiaro ai paleontologi se lo Spinosaurus fosse un predatore terrestre o un mangiatore di pesci come Mawsonia, come suggerisce la forma allungata delle fauci, i denti lunghi e conici e le narici site verso l'alto e il ritrovamento di squame semidigerite sulle costole dell'olotipo. Inoltre, anche altri spinosauridi (come Baryonyx) sembrerebbero essere stati mangiatori di pesce che ogni tanto integravano la dieta con prede terrestri.
Nel settembre 2014 sono stati presentati al pubblico Archiviato il 19 settembre 2014 in Internet Archive. i risultati del lavoro di un gruppo internazionale di ricercatori, tra cui gli italiani Cristiano Dal Sasso, Matteo Fabbri, Dawid Iurino e Simone Maganuco. Secondo questa ricerca - iniziata nel marzo 2013 grazie al ritrovamento, da parte del giovane paleontologo Nizar Ibrahim, di alcuni resti fossili presso un commerciante di Erfoud (Marocco) - lo Spinosaurus era una specie semi-acquatica. Tali fossili indicano anche che Spinosaurus era il più grande dinosauro predatore conosciuto che sia mai vissuto sulla Terra, superando in lunghezza persino il più lungo esemplare diTyrannosaurus rex mai rinvenuto.  
Le principali prove a favore della vita parzialmente acquatica sono: le ossa, che anziché cave come quelle dei teropodi sono dense e piene come quelle dei mammiferi acquatici antenati delle balene; le narici, arretrate e piccole come nei coccodrilli, in modo da permettere all'animale di tenere il muso a pelo d'acqua; i piedi e le zampe, palmati i primi e tozze le seconde, poco adatti a camminare sulla terraferma ma perfetti per il nuoto. 
Il recente ritrovamento di un dente di spinosauride conficcato fra le ossa di uno pterosauro, assieme alle altre deduzione, lascia supporre che S. aegyptiacus, seppure votato alla pesca, fosse un predatore opportunista che mangiava ciò che gli capitava, alla maniera degli attuali orsi bruni 
La tomografia computerizzata effettuata nel 2009 da Dal Sasso et alsul reperto MSNM V4047 ha portato alla scoperta di uno spazio interno al muso comunicante con l'esterno tramite numerosi forami: questa cavità è stata interpretata come sede di un organo meccanorecettore che funzionava da linea laterale, permettendo all'animale di percepire movimenti subacquei tenendo la parte superiore della testa fuori dall'acqua.

Un'analisi effettuata da Romain Amiot nel 2010 sugli isotopi dell'ossigeno dei denti di S. aegyptiacus ed altri spinosauridi indicherebbero uno stile di vita semiacquatico, essendo il livello degli isotopi più vicino a quello degli attuali coccodrilli e tartarughe acquatiche che a quello di altri teropodi terrestri. Probabilmente perciò lo spinosauro aveva vita più o meno terrestre a seconda della competizione da parte dei grossi teropodi o dei grossi coccodrilli a esso contemporanei.

## Nella cultura di massa
Lo Spinosaurus diventò conosciuto al vasto pubblico grazie al franchise di Jurassic Park. Appare originariamente nel film del 2001 Jurassic Park III, in cui il paleontologo Alan Grant identifica come uno Spinosaurus aegyptiacus il “super predatore” che li aveva precedentemente attaccati e che aveva ucciso un Tyrannosaurus in uno scontro. Per tutti i fan della saga la specie rimane un normale Spinosaurus e ciò ha scatenato polemiche, poichè secondo le recenti interpretazioni lo Spinosaurus era più adattato ad un ambiente acquatico e non avrebbe mai potuto lottare con un Tyrannosaurus Rex uscendone pure vincitore. Inoltre le due specie non avrebbero mai potuto incontrarsi avendo vissuto in continenti diversi e separati da milioni di anni.